# Boikî, Rohatîn
Boikî (în ucraineană Бойки) este un sat în comuna Svitanok din raionul Rohatîn, regiunea Ivano-Frankivsk, Ucraina.

## Demografie
Componența lingvistică a localității Boikî
     Ucraineană (100%)
Conform recensământului din 2001, toată populația localității Boikî era vorbitoare de ucraineană (100%).